# Чивітелла-Сан-Паоло
Чивітелла-Сан-Паоло (італ. Civitella San Paolo) — муніципалітет в Італії, у регіоні Лаціо,  метрополійне місто Рим-Столиця.
Чивітелла-Сан-Паоло розташована на відстані близько 36 км на північ від Рима.
Населення — 2069 осіб (2014).
Щорічний фестиваль відбувається 30 березня. Покровитель — San Giacomo.

## Демографія
Населення за роками:

Станом на 1 січня 2023 року в муніципалітеті офіційно проживало 468 іноземців з 31 країни, серед них 318 громадян країн Євросоюзу та 4 громадяни України.

## Сусідні муніципалітети
- Капена
- Фьяно-Романо
- Наццано
- Понцано-Романо
- Риньяно-Фламініо
- Сант'Оресте